# Дворжецкий, Владислав Вацлавович
Владисла́в Ва́цлавович Дворже́цкий (26 апреля 1939, Омск — 28 мая 1978, Гомель) — советский актёр театра и кино. Лауреат Государственной премии УССР имени Т. Г. Шевченко (1975).

## Биография
Родился 26 апреля 1939 года в Омске в семье балерины Таисии Рэй и актёра Вацлава Дворжецкого.
Детство Владислава было трудным. Осенью 1941 года «за контрреволюционную пропаганду и агитацию» был арестован его отец. Возникли трудности с работой у матери. Ребёнок нередко голодал, оставался без присмотра в холодной квартире. Позже от «доброжелателей» на улице узнал, что его отец — «немецкий шпион», находится в заключении, а не воюет на фронте, как говорила мать. В конце 1945 года отец вернулся из заключения. Но в лагере он встретил другую женщину, от связи с которой родилась девочка. Жена оформила развод. Несмотря на то что Вацлав Дворжецкий жил отдельно, с сыном он общался, хотя особенной близости между ними не было.
После окончания школы учился в Омском медицинском училище (1956—1959).
В 1959—1961 годах служил в армии на Сахалине — фельдшером-начальником аптеки медицинского пункта полка. Там на танцах познакомился со своей будущей женой Альбиной. Спустя три года бросил её и сына Александра (по одной из версий — из-за измены Альбины) и вернулся в Омск.
В 1964—1967 годах учился в театральной студии при омском ТЮЗе, по окончании студии без особого успеха работал в Омском драматическом театре, преимущественно в эпизодических ролях. В этом же театре работала его вторая жена — актриса Светлана Пиляева.
В 1968 году Наталья Коренева, ассистент режиссёра на киностудии «Мосфильм», искала актёров для фильма С. Самсонова «Каждый вечер в одиннадцать», увидела Владислава в омском театре и взяла его фотографии. Но в фильм Самсонова Дворжецкий так и не попал. Через несколько месяцев фотографии Дворжецкого увидели режиссёры А. Алов и В. Наумов, которые приступали к съёмкам фильма «Бег» по произведениям Булгакова. Лицо актёра им показалось интересным, и они вызвали его на пробы.
Едва были завершены съёмки в «Беге», как Дворжецкого пригласили в ещё одну мосфильмовскую картину — «Возвращение „Святого Луки“».
Фильмы «Бег» и «Возвращение „Святого Луки“» вышли на широкий экран в один год — в 1971. С этого момента имя Владислава Дворжецкого стало известно миллионам зрителей.
Следующей киноработой Дворжецкого стала роль пилота Бертона в фильме «Солярис» (1972) А. А. Тарковского, сняться у которого Владислав мечтал давно.
Весной 1972 года Дворжецкий приступил к работе в киноленте режиссёров А. М. Мкртчяна и Л. С. Попова «Земля Санникова». Несмотря на то, что съёмки этой картины сопровождались непрерывными скандалами и атмосферу на съёмочной площадке порой трудно было назвать творческой, он чрезвычайно понравился публике.
Параллельно со съёмками в «Земле Санникова» Дворжецкий снимался ещё в одном фильме — «Зарубки на память». 
В 1972—1973 годах Дворжецкий создал биографический образ писателя Ярослава Галана в фильме «До последней минуты» (1974). Во время съёмок этого фильма Дворжецкий дал интервью, в котором сказал:
За последнее время в моей актёрской судьбе наметился резкий крен. Из разряда отрицательных героев волей режиссуры перехожу в разряд положительных. Одноплановость ролей всегда казалась мне опасной, и в каждой новой работе я стараюсь найти какие-то новые повороты, грани. В картине «До последней минуты» в чём-то это и легче. Речь идёт о реальном человеке, о нём сохранилось множество воспоминаний, сегодня живы близкие ему люди. Наконец, существуют его литературные произведения, из них можно немало почерпнуть. Но в такой работе есть и своя сложность, особенно важно не изменить духовному облику героя…

Картина «До последней минуты» была удостоена Государственной премии УССР. Другой яркой работой актёра стала главная роль в приключенческом фильме «Капитан Немо» по мотивам романов Жюля Верна. Этот романтический мини-сериал, созданный на одесской киностудии, был принят зрителями с восторгом. 
Также тепло были встречены работы Владислава в картинах «Там, за горизонтом» (1975) и «Возврата нет» (1974).
Вспышкой большого интереса было отмечено исполнение Дворжецким роли святого Антония в спектакле «Чудо Святого Антония» (1976, Театр-студия киноактёра). Эта работа совпала с исполнением главной роли в телефильме «Встреча на далёком меридиане», съёмки которого из Москвы переместились в Ялту. Там Владислава и настигла болезнь. В тяжёлом состоянии 29 декабря 1976 года Дворжецкий попал в Ливадийскую больницу, где узнал от врачей о двух инфарктах, случившихся у него в течение последнего месяца. Близкие Владислава, да и он сам, понимали, что это следствие больших перегрузок и того ритма, в котором он жил и работал. Врачам удалось вернуть актёра к жизни, и в апреле 1977 года он снова приступил к работе.
Осенью и зимой 1977 года Дворжецкий снялся в телефильме «Однокашники», где сыграл свою последнюю роль. Во время съёмок актёр серьёзно заболел гриппом, но продолжал сниматься.
Ещё были поездки по стране — антрепризные спектакли с его участием, встречи со зрителями от Бюро кинопропаганды.
Скончался на 40-м году жизни от приступа острой сердечной недостаточности 28 мая 1978 года на гастролях в Гомеле. Ровно за два года до этого, в мае 1976, под Минском Дворжецкий попал в автокатастрофу, но не пострадал.

Могила Владислава Дворжецкого

Похоронен в Москве на Кунцевском кладбище. Автор скульптуры — Елена Филатова.
В 1976 году режиссёр Александр Свешников основал собственную киностудию, которой в 1978 году дал имя Владислава Дворжецкого.
По воспоминаниям друзей, у Владислава Дворжецкого было необычное для мужчины хобби — вязание на спицах.

## Признание
- Государственная премия УССР имени Т. Г. Шевченко (1975) — за исполнение роли Ярослава Галана в фильме «До последней минуты» (1974)

## Семья
Отец — Вацлав Дворжецкий (1910—1993);
Единокровная сестра — Татьяна (1946—1995), дочь вольнонаёмной в лагере, где В. Я. Дворжецкий отбывал срок; в 1961 году её мать умерла и она воспитывалась в семье отца.
Единокровный брат — Евгений Дворжецкий (1960—1999), от брака отца с Ривой Левите (1922—2019).
Мать — Таисия Владимировна Рэй (?—1981); развелась с В. Я. Дворжецким в 1946 году, после окончания его второго срока.
Первая жена — Альбина Дворжецкая; сын — Александр (род. 1962), бизнесмен.
Вторая жена — Светлана Васильевна Пиляева (род. 1947), актриса, режиссёр ГТРК «Иртыш». Дочь — Лидия (1968—1998).
Третья жена — Ираида Дворжецкая, манекенщица, скончалась. Сын — Дмитрий (род. 1974).
Четвёртая жена (с 1976) — Наталья Литвиненко, сотрудница исполкома.

## Фильмография
1. 1967 — Незабываемые годы (фильм-спектакль)
2. 1970 — Бег — генерал Роман Валерьянович Хлудов
3. 1970 — Возвращение «Святого Луки» — вор-рецидивист Михаил Иванович Карабанов
4. 1971 — Нам некогда ждать — атаман Вадим Орлов
5. 1972 — Солярис — пилот Анри Бертон
6. 1973 — Возврата нет — Николай Яковлевич Никитин, фронтовик, председатель колхоза
7. 1973 — Зарубки на память — коммунист Петря Радукан
8. 1973 — За облаками — небо — лётчик Сергей Руднев
9. 1973 — Земля Санникова — Александр Петрович Ильин, учёный, организатор экспедиции
10. 1973 — Открытая книга — Дмитрий Дмитриевич Львов, учёный
11. 1973 — Сад (короткометражный) — посетитель фотоателье
12. 1974 — До последней минуты — Ярослав Галан, писатель
13. 1975 — Единственная дорога — Вальтер Хольц, немецкий офицер, начальник автоколонны
14. 1975 — Там, за горизонтом — лётчик Сергей Руднев
15. 1976 — Капитан Немо — Капитан Немо, он же принц Даккар
16. 1976 — Легенда о Тиле — Филипп II, король Испании
17. 1977 — Юлия Вревская — Александр II, российский император
18. 1978 — Встреча на далёком меридиане — Ник Реннет, американский учёный-физик
19. 1978 — Однокашники — Николай Васильевич Лобанов, высокопоставленный чиновник